# Новосёлки (сельское поселение Селковское)
Новосёлки — слободка, бывшая деревня[уточнить] в Сергиево-Посадском районе Московской области России, входит в состав сельского поселения Селковское.

## Население
| 1926 | 2002 | 2006 | 2010 |
| ---- | ---- | ---- | ---- |
| 85   | ↘0   | →0   | →0   |

## География
Деревня Новосёлки расположена на севере Московской области, в северо-восточной части Сергиево-Посадского района, примерно в 91 км к северу от Московской кольцевой автодороги и 39 км к северу от станции Сергиев Посад Ярославского направления Московской железной дороги, в междуречье Сухмани и Курги.
В 6 км к западу от деревни проходит автодорога Р104, в 20 км юго-восточнее — Ярославское шоссе М8, в 31 км юго-западнее — Московское большое кольцо А108. Ближайшие населённые пункты — деревни Власово, Вороново, Горюшка и Мардарьево.
Связана автобусным сообщением с городом Сергиевым Посадом.

## История
По материалам Всесоюзной переписи населения 1926 года — деревня Власовского сельсовета Хребтовской волости Сергиевского уезда Московской губернии в 19 км от Угличско-Сергиевского шоссе и 31 км от станции Сергиево Северной железной дороги; проживало 85 человек (43 мужчины, 42 женщины), насчитывалось 14 крестьянских хозяйств.
С 1929 года — населённый пункт Московской области в составе:
- Власовского сельсовета Константиновского района (1929—1954)[8],
- Хребтовского сельсовета Константиновского района (1954—1957)[9],
- Хребтовского сельсовета Загорского района (1957—1959)[10],
- Торгашинского сельсовета Загорского района (1959—1963, 1965—1991)[11][12],
- Торгашинского сельсовета Мытищинского укрупнённого сельского района (1963—1965)[12][13],
- Торгашинского сельсовета Сергиево-Посадского района (1991—1994)[13],
- Торгашинского сельского округа Сергиево-Посадского района (1994—2006)[14],
- сельского поселения Селковское Сергиево-Посадского района (2006 — н. в.)[15][16].